# Walpuski
Walpuski (andere Schreibweise: Walpusky, polnische Schreibweise Wałpuski) ist ein aus dem südlichen Ostpreußen stammender Familienname, der sich von Gewässern und in der Folge von Orten ableitet (siehe Waldpusch). Erste Nennungen des Sees Wałpusz gehen auf die Zeit um 1420 zurück. Damals hieß der See Alpus, auch Walpus. Der Name wurzelte in der Altpreußischen Sprache und lässt sich unter Einbeziehung der Hethitischen, der Litauischen und der Lettischen Sprache als „jung, frisch“ deuten.
Die Endung -ski ist eine adjektivische Ableitung sogenannter Herkunftsnamen, das heißt, sie gibt einen Hinweis auf eine Ortschaft, eine Sippe, einen Stand oder eine historische Besonderheit. Diese Endung weist in der Polnischen Sprache oft, aber nicht immer, auf ein Überbleibsel adeliger Wurzeln hin.
Frühe urkundliche Erwähnungen des Namens finden sich in der zweiten Hälfte des 18. Jahrhunderts in Kirchenbüchern im Städtedreieck Szczytno (Ortelsburg), Nidzica (Neidenburg) und Wielbark (Willenberg). In den Jahren 1912 bis 1942 germanisierten nachweislich einige Namensträger ihre Familiennamen beispielsweise in Wallner (1912), Walz (1920), Walburger (1922), Waldau (1929) oder, nach der Ersten Verordnung zur Durchführung des Gesetzes über die Änderung von Familiennamen und Vornamen. Vom 7. Januar 1938., in Walldorf (1939), Walburg oder Walprecht (1941).

## Namensträger
- Frank Holger Walpuski (* 1961), deutscher Literaturwissenschaftler
- Günter Walpuski (* 1937), deutscher Akademieleiter und Autor
- Jeany Walpuski (* 1986), deutsche Synchronsprecherin
- Maik Walpuski (* 1977), deutscher Lehrer und Professor für die Didaktik der Naturwissenschaften
- Volker Jörn Walpuski (* 20. Jahrhundert), deutscher Pädagoge und Professor für Supervision und Coaching

Literarische Figur:
- Howard Walpuski, Titelfigur in Walpuski’s Typewriter (2005) von Frank Darabont